# 退休背號

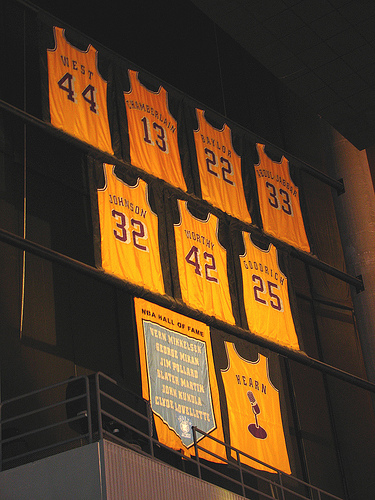
高掛在球場內的NBA洛杉磯湖人隊退休背號球衣

退休背號，又稱球衣退役、榮譽背號或永久缺號（日語為），指的是在使用球衣背號的運動（特別是職業運動）當中，為了紀念留下多數或特殊功績的運動員，將其所使用的球衣背號保留下來，同一隊其他運動員不再使用此背號。有些隊會將其背號的球衣高掛在球場中，並設立紀念牌、紀念碑以讚頌其光榮的歷史與作為。

## 另見
- NBA退休背號列表
- WNBA退休背號列表
- CBA退役球衣列表